# Drohobuż
Drohobuż, Dorohobuż (ukr. Дорогобуж, Dorohobuż) – wieś na Ukrainie w rejonie hoszczańskim obwodu rówieńskiego, w silskiej radzie Horbaków. Niegdyś staroruski gród, ośrodek księstwa udzielnego i prywatne miasteczko Ostrogskich.

## Geografia
Miejscowość położona na Wołyniu, na południe od rzeki Horyń, ok. 8 km na zachód od Hoszczy i ok. 24 km na wschód od Równego. Sąsiednie miejscowości to Raśniki, Drozdów, Podolany, Mniszyn, Horbaków, Ilin i Babin. Na południe od wsi przebiega droga magistralna znaczenia międzynarodowego M06.

## Historia
Pierwsza pisemna wzmianka o Dorohobużu pochodzi z 1084 r. w związku z jego nadaniem przez wielkiego księcia kijowskiego Wsiewołoda I w udziale księciu Dawidowi Igorewiczowi.
Po śmierci Dawida Igorewicza (1112) dzielnicę dorohobuską otrzymał książę włodzimiersko-wołyński Jarosław Światopełkowicz, syn Światopełka II Michała. Później został mu odebrany i wrócił do książąt kijowskich, którzy przekazywali go swoim krewnym, sojusznikom i wasalom. Potem Dorohobużem władali wielcy książęta kijowscy: Włodzimierz III Mścisławowicz (1150-1154, 1170-1171) oraz Izjasław II Pantelejmon, za którego panowania Dorohobuż miał własnych książąt, zależnych od Kijowa. Pod koniec XII wieku księstwo dorohobuskie weszło w skład księstwa peresopnickiego, a następstwie księstwa łuckiego. Jako ostatni książę dorohobuski wymieniany jest Izjasław Ingwarewicz, syn Ingwara Jarosławicza. Po śmierci Izjasława w bitwie nad Kałką (1223) księstwo dorohobuskie ostatecznie weszło w skład księstwa halicko-wołyńskiego.
W 2 połowie XIV wieku Dorohobuż znalazł się pod władzą litewską. W ramach Wielkiego Księstwa Litewskiego wszedł w posiadanie kniaziów Ostrogskich (od 1371). W 1514 r. wielki książę Zygmunt II Stary nadał go po bitwie pod Orszą z pozostałościami dawnego księstwa wielkiemu hetmanowi litewskiemu Konstantemu Ostrogskiemu wraz z przywilejem na założenie miasta na prawie magdeburskim. Ostrogskim można przypisać budowę zamku w Drohobużu, który wymieniono w dokumentach z 1577, 1603 i 1620 r.
W Rzeczypospolitej Obojga Narodów leżał w granicach powiatu łuckiego województwa wołyńskiego (1569–1795). Po Ostrogskich Drohobuż wraz z całą ordynacją przeszedł na Zasławskich, a później na Sanguszków. W wyniku transakcji kolbuszowskiej (1753) dokonanej przez Janusza Sanguszkę dobra drohobuskie (miasteczko i 5 wsi) znalazły się w rękach innych rodów. Kolejnymi właścicielami byli m.in. Walewscy, Zawiszowie, Jodkowie. Od XIX w. Drohobuż (wówczas już wieś) miał właścicieli Rosjan: najpierw Fiedorowa, potem Rakowiczów, w których ręku pozostawał aż do agresji ZSRR na Polskę 17 września 1939 r.
Po III rozbiorze (1795) Drohobuż znalazł się w zaborze rosyjskim; po 1815 r. – na obszarze tzw. ziem zabranych: w powiecie ostrogskim guberni wołyńskiej.
W okresie międzywojennym Drohobuż należał do gminy Buhryń w powiecie rówieńskim województwa wołyńskiego.
Po II wojnie światowej wieś ostatecznie znalazła się w granicach ZSRR, a od 1991 r. w granicach niepodległej Ukrainy.

## Zabytki
- Cerkiew Zaśnięcia Przenajświętszej Bogurodzicy – murowana cerkiew z 2 poł. XVII w., niegdyś bazylianów, obecnie prawosławna[8]; ze tej świątyni pochodzi ikona Matki Boskiej Hodegetrii, jedna z najstarszych na Ukrainie (XIII w.), obecnie przechowywana w Krajoznawczym Muzeum Obwodowym w Równym[9].
- zamek – w miejscu dawnego zamku wybudowano dwór. Jeszcze w okresie międzywojennym stała tu okazała okrągła baszta ceglana z gotyckim oknem[3], rozebrana tuż po wojnie[4]. Obecnie grodzisko.